# Robert Rösler
Eduard Robert Rösler (* 2. März 1836 in Olmütz, Mähren; † 6. August 1874 in Graz) war ein österreichischer Historiker und Geograph.

## Leben
Robert Rösler war Sohn eines Magistratsbeamten. Er studierte an der Universität Wien zunächst Jus, dann von 1853 bis 1855 Geschichte. 1855–57 absolvierte er den ersten Ausbildungskurs am Institut für Österreichische Geschichtsforschung. Ab 1859 war er Gymnasialprofessor in Troppau (Opava), ab 1860 in Wien. 1860 promovierte er zum Dr. phil.; ab 1863 war er Privatdozent für allgemeine Geschichte an der Universität Wien. 
Nach einer von Erzherzog Ferdinand Maximilian, dem späteren Kaiser von Mexiko, finanzierten Reise nach Ägypten und Italien (1865/66) und einer kurzen Tätigkeit an der Wiener Universitätsbibliothek wirkte Rösler 1869–71 als ordentlicher Professor für österreichische Geschichte an der Universität Lemberg, ab 1871 als ordentlicher Professor für Geographie und Geschichte an der Universität Graz. 
Ab 1872 war Rösler korrespondierendes Mitglied der Akademie der Wissenschaften in Wien. Unter seinen überwiegend der mittelalterlichen Geschichte der unteren Donauländer gewidmeten Veröffentlichungen werden seine Arbeiten zur rumänischen Ethnogenese heute noch viel zitiert, in denen er sich – im Gefolge von Franz Josef Sulzer und Johann Christian Engel – gegen die Kontinuität des Rumänentums nördlich der Donau (insbesondere in Siebenbürgen) aussprach, was ihm von rumänischer Seite sowie auch durch Julius Jung heftige Kritik eintrug.